# راغودوكة سميثية
راغودوكة سميثية (الاسم العلمي:Rhagodoca smithii) هي نوع من العنكبوتيات تتبع جنس الراغودوكة من فصيلة الراغودات.